# Calle 63 (Metro de Filadelfia)
Calle 63  es una estación de ferrocarril en la línea Market–Frankford del Metro de Filadelfia. La estación se encuentra localizada en la Calle 63 & Market Street en Filadelfia, Pensilvania. La estación Calle 63 fue inaugurada el 4 de marzo de 1907. La Autoridad de Transporte del Sureste de Pensilvania (por sus siglas en inglés SEPTA) es la encargada por el mantenimiento y administración de la estación.

## Descripción y servicios
La estación Calle 63 cuenta con 2 laterales y 2 vías. La estación cuenta con el servicio de los trenes A operan entre las 7:00 a. m. a 9:00 a. m., y de 4:30 p. m. a 5:30 p. m. desde Frankford Transportation Center y 69th Street Transportation Center.

## Conexiones
La estación es abastecida por las siguientes conexiones: 
- Rutas de autobuses SEPTA: 31